# Pierre Imbert Drevet
Pierre Imbert Drevet (* 22. Juni 1697 in Paris; † 27. April 1739 ebenda) war ein französischer Kupferstecher.

## Leben
Pierre Imbert Drevet war der Sohn des französischen Kupferstechers Pierre Drevet (1663–1738) und dessen Schüler. Sein künstlerisches Talent zeigte sich bereits in jungem Alter, als er einen Porträtstich von Erzbischof Tressan nach Van Loo anfertigte.
Große Bekanntheit erlangte er 1723 mit seinem Porträt von Jacques Bénigne Bossuet nach Hyacinthe Rigaud, welches zu den berühmtesten Werken der Grabstichelkunst zählt. Im Jahr darauf wurde Drevet zum Agréé der Akademie ernannt. 1726 zog er zusammen mit seinem Vater in eine königliche Wohnung im Louvre.
Durch ein Gehirnleiden, welches die Ursache für seinen Tod im Alter von 41 Jahren war, war ihm eine Ausübung seiner Kunst nicht mehr vollständig möglich, weshalb sein Vater Pierre Drevet einiger seiner Werke in dessen Art vollendete.

## Werke (Auswahl)
Zu seinen Werken zählen die Porträtdarstellungen von:
- Herzogin Élisabeth Charlotte d’Orléans (1723)
- Kardinal Dubois (1724)
- Finanzmann Bernard (1729)
- Kapitän und Sammler Cisternay du Fay
- Parlamentsrat Pucelle
- Luise Adelaide von Orleans, Äbtissin von Chelles
- Prinzessin Sobieska
- Schauspielerin Adrienne Lecouvreur als Cornelia (1730)

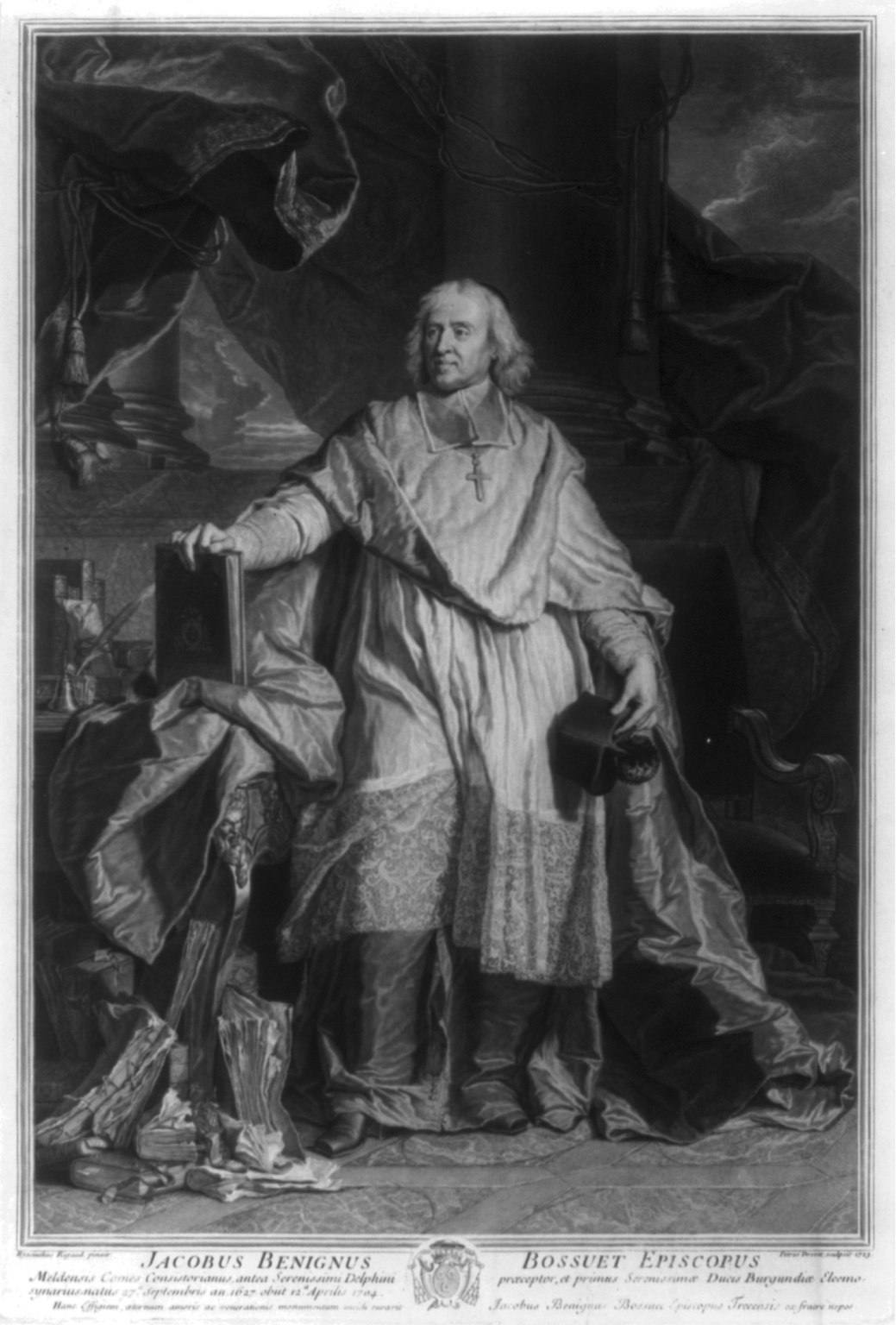
Porträt von Jacques Bénigne Bossuet, 1723
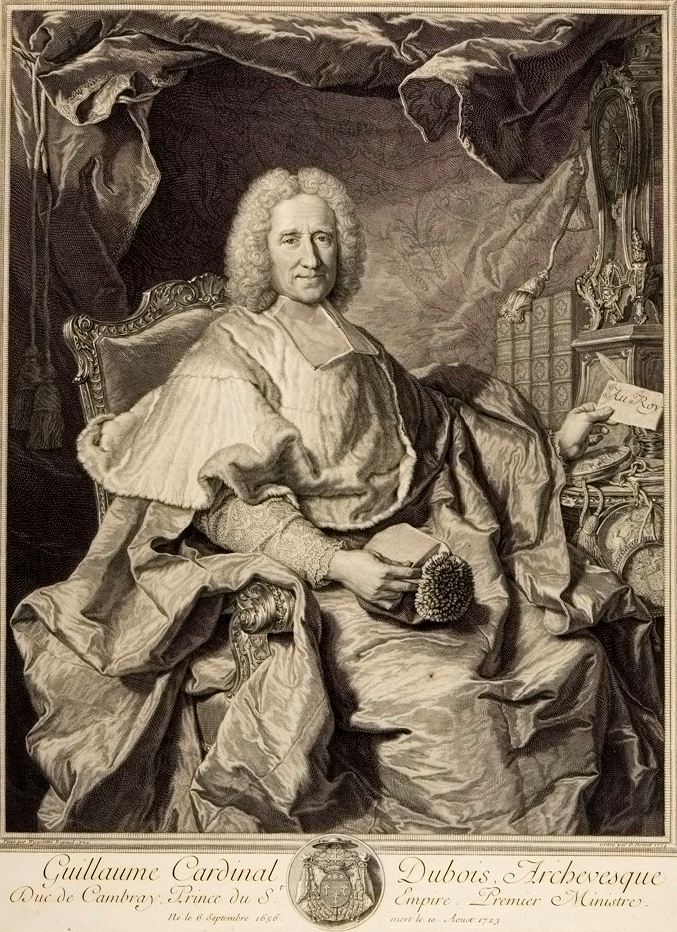
Kardinal Dubois, 1724
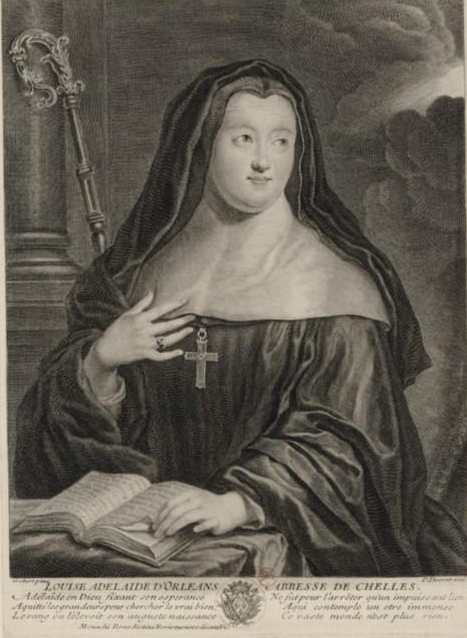
Porträt von Luise Adelaide von Orleans, um 1725
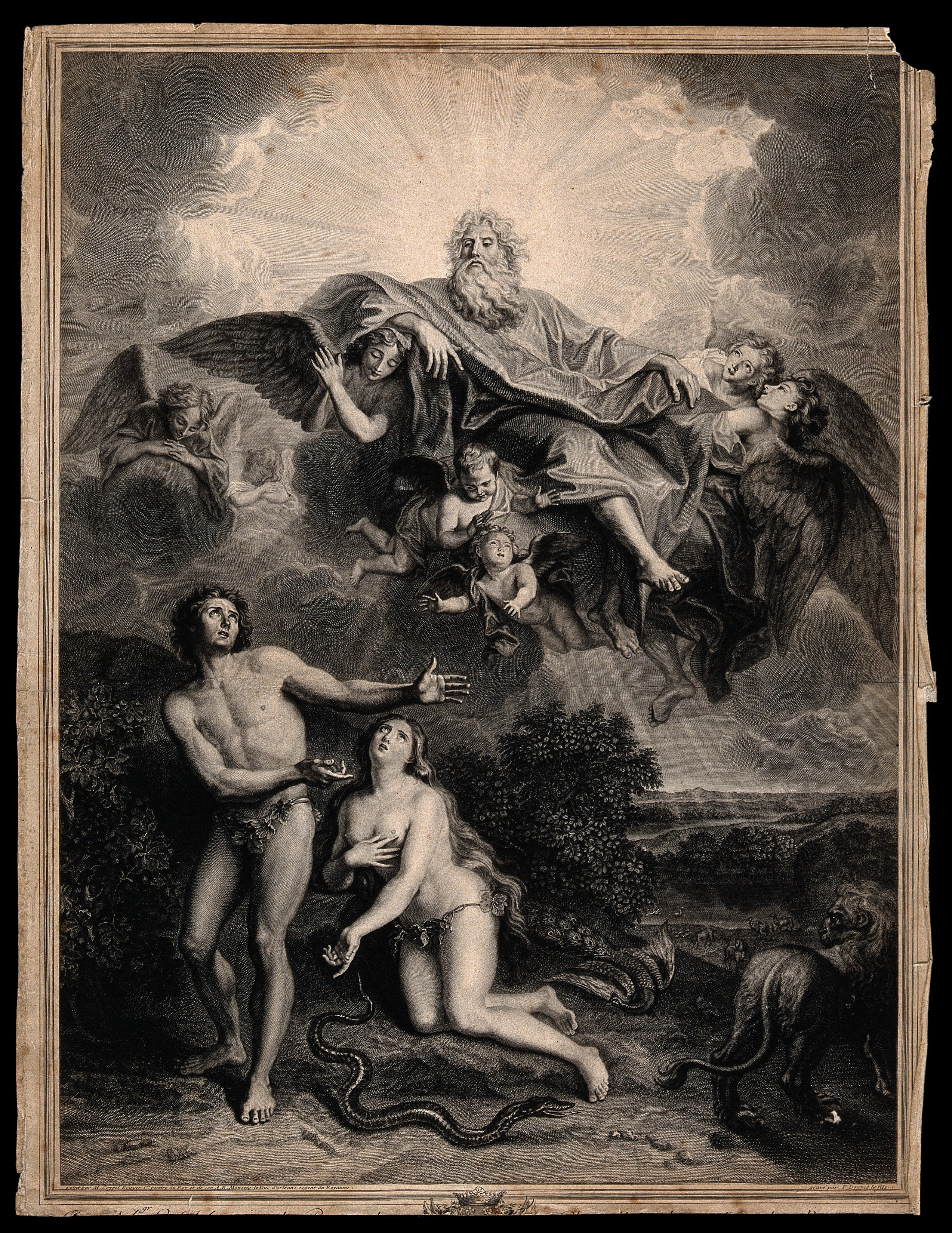
Darstellung von Adam und Eva

Neben seinen Porträtdarstellungen schuf er in seiner späteren Schaffenszeit auch religiöse Darstellungen.